# Dolicheremaeus absolon
Dolicheremaeus absolon är en kvalsterart som först beskrevs av Balogh och Csiszár 1963.  Dolicheremaeus absolon ingår i släktet Dolicheremaeus och familjen Tetracondylidae. Inga underarter finns listade i Catalogue of Life.